# Liesel Jakobi
Elisabeth Jakobi, dite Liesel, née le 28 février 1939 à Sarrebruck (Sarre) et mariée Luxenburger, est une ancienne athlète allemande.
Elle a remporté le titre au saut en longueur aux championnats d'Europe de 1958 à Stockholm. Elle avait pris part à ces championnats sous les couleurs de l'Allemagne de l'Ouest au sein de l'Équipe unifiée d'Allemagne.
Elle s'entraînait à l'ATSV Saarbrücken.

## Palmarès

### Championnats d'Europe d'athlétisme
- Championnats d'Europe d'athlétisme de 1958 à Stockholm ( Suède)
  -  Médaille d'or au saut en longueur

### Championnats d'Allemagne de l'Ouest
- Médaille de bronze au saut en longueur en 1958
- Médaille d'argent au saut en longueur en 1959
- Médaille de bronze au saut en longueur en 1960
- Médaille d'or sur 60 m (en salle) en 1960
- Médaille de bronze au saut en longueur en 1963
- Médaille d'or sur 60 m (en salle) en 1963

## Sources
- (de) Cet article est partiellement ou en totalité issu de l’article de Wikipédia en allemand intitulé « Liesel Jakobi » (voir la liste des auteurs).